# Stazione di Fossacesia
La stazione di Fossacesia era una stazione ferroviaria posta lungo la linea ferrovia Adriatica. Serviva il comune di Fossacesia. L'ex stazione si trova nella frazione di Fossacesia Marina, lungo la strada statale 16.

## Storia
La stazione venne inaugurata il 25 aprile 1864 insieme alla tratta Ortona-Foggia. L'edificio subì distruzioni belliche nel 1943, tanto da parte dei tedeschi che degli alleati, e venne ricostruito nel dopoguerra. Continuò il suo esercizio fino alla sua chiusura avvenuta nell'ottobre 2005. Nel 2018-19 è stata interessata da un progetto di riqualificazione per essere adibita ad infopoint turistico e zona noleggio  biciclette, perché accanto, sull'ex tracciato ferroviario, è stata realizzata la pista ciclopedonale Adriatica. Tuttavia, l'ex stazione versa tuttora in uno stato di abbandono.